# Ruben Hoeke
Ruben Hoeke (1976) is een Nederlands gitarist. 
Met de Ruben Hoeke Band bracht hij acht albums uit: Sugar (2006), Coexist (2010), Loaded (2013), Sonic Revolver (2016), 25 Live (2018), All Saints (2019), Reloaded (2022) en Ruben Hoeke Band - 30 Years Live (2023). Daarnaast bracht hij albums uit in verschillende muzikale genres, bijvoorbeeld als deel van het akoestische folk- en bluesduo JURA, het pop album 'Skelter' van de gelijknamige band Skelter en het rock album 'I' van Kenneth Harder. Ook maakte hij met zijn broer Eric Hoeke de cd/lp 'Hoeke - Legacy' waarbij de broers opnames inkleurden van hun vader Rob Hoeke. Daarnaast speelde Ruben in talloze sessieverbanden in zowel Nederland als daarbuiten. Hij ging op tournee met onder meer Thé Lau, Roberto Jacketti & The Scooters en Jan Akkerman. In 2008 wordt hij door Nederlandse collega-muzikanten uitgeroepen tot 'Nederlands beste gitarist'. 
Hij schrijft, componeert en geeft sinds 2008 RH Gitaarworkshops, clinics en bandcoaching. In 2019 startte hij 'Red House', een veiling ten behoeve van het noodlijdende 'Maria de la Esperanza' weeshuis te Ecuador waar zijn vriend Erwin Musper werkt. De actie trok landelijke publiciteit en werd onder andere gesteund door Henny Vrienten, George Kooijmans, Scorpions, Racoon, De Staat en Guus Meeuwis. Eind 2020 start Ruben een grote nationale inzamelingsactie genaamd 'Geef een gitaar aan een Kind' ten behoeve van kansarme kinderen waarvoor hij tot heden (oktober 2022) 436 complete gitaarsets inzamelt en uitgeeft. Daarbij geeft hij de doelgroep gratis online gitaarles. Inmiddels hebben honderden kinderen gebruik gemaakt van deze dienst. 
Op 25 november 2022 verscheen het zevende album van de Ruben Hoeke Band getiteld Reloaded. Tijdens de officiele presentatie op 17 december 2022 in zaal De Flux in Zaandam nam de band een live cd op, Ruben Hoeke Band - 30 Years Live die op 3 november 2023 werd uitgebracht. Op het album nummers van All Saints en Reloaded waarbij zoals Hoeke stelde: ""It’s funny that we actually never played the ‘Reloaded’ songs in front of an audience before that recording night."
Ruben Hoeke is een zoon van musicus Rob Hoeke en een broer van journaliste Eva Hoeke en drummer Eric Hoeke die tevens in de RHB (Ruben Hoeke Band) speelt.